# Hypsochila
Hypsochila is een geslacht in de orde van de Lepidoptera (vlinders) familie van de Pieridae (Witjes).
Hypsochila werd in 1955 beschreven door Ureta.

## Soorten
Hypsochila omvat de volgende soorten:
- Hypsochila argyrodice - (Staudinger, 1899)
- Hypsochila galactodice - Ureta, 1955
- Hypsochila huemul - Peña, 1964
- Hypsochila microdice - (Blanchard, 1852)
- Hypsochila penai - Ureta, 1955
- Hypsochila wagenknechti - (Ureta, 1938)